# Сера дос Паресис
Сера дос Паресис (на португалски: Serra dos Parecis) е обширно плата, заемащо най-западната част на Бразилското плато, разположено в югозападната част на Бразилия и успоредно на бразилско-боливийската граница. Простира се на около 650 km от запад-северозапад на изток-югоизток и средна надморска височина от 450 до 600 m, максимална 669 m, разположена в крайната му югоизточна част. Изградено е основно от пясъчници. Представлява столово плато (т.н. „шапади“) стръмно спускащо се на югозапад към кристалинната основа на платото, покрай десния бряг на река Гуапоре и на югоизток към Мато Гросо. От югоизточните му части води началото си река Парагвай и множество нейни десни притоци, на югозапад текат десетки десни притоци на Гуапоре (десен приток на Маморе, дясна съставяща на Мадейра), на северозапад – реките Жипарана и Арипуанан (десни притоци на Мадейра), а на север – река Журуена (лява съставяща на Тапажос). Горните равнинни части на платото са заети от савани, а склоновете му – от временно влажни гори. По цялото му протежение, по най-високите му части преминава участък от Трансамазонската Бразилска автомагистрала.